# If I Could Turn Back the Hands of Time
If I Could Turn Back the Hands of Time è un brano dell'artista R&B statunitense R. Kelly pubblicato il 24 luglio del 1999 come ottavo singolo ufficiale estratto dal suo album di maggior successo R..
Il brano ha ricevuto un ottimo successo commerciale sia in Europa che negli Stati Uniti, venendo ripreso negli anni successivi da artisti come Mims ed Ed Sheeran.

## Descrizione
Il brano è una ballata soul e gospel con una produzione lenta ed orchestrale. Il brano parla di un uomo che farebbe di tutto per tornare indietro nel tempo per evitare di ferire l'amore della sua vita.

## Video musicale
Il videoclip del brano è stato diretto dal regista cinematografico F. Gary Gray, ed è stato pubblicato il giorno di rilascio del singolo.

## Classifiche
| Classifica (1999-2000) | Posizione più alta |
| ---------------------- | ------------------ |
| Australia              | 65                 |
| Austria                | 2                  |
| Belgio (Fiandre)       | 1                  |
| Belgio (Vallonia)      | 1                  |
| Canada                 | 7                  |
| Francia                | 2                  |
| Paesi Bassi            | 1                  |
| Irlanda                | 2                  |
| Italia                 | 20                 |
| Germania               | 2                  |
| Svezia                 | 3                  |
| Norvegia               | 9                  |
| Nuova Zelanda          | 39                 |
| Svizzera               | 1                  |
| Regno Unito            | 2                  |
| Stati Uniti            | 12                 |
| Stati Uniti (R&B)      | 5                  |